# Élections législatives de 1946 dans les Pyrénées-Orientales
Les élections législatives françaises de 1946 se tiennent le 10 novembre. Ce sont les premières élections législatives de la Quatrième république, après l'adoption lors du référendum du 13 octobre d'une nouvelle constitution.

## Mode de scrutin
L'Assemblée nationale est composée de 618 sièges pourvus au scrutin proportionnel plurinominal suivant la règle de la plus forte moyenne dans le cadre départemental, sans panachage. 
Le vote préférentiel est admis, en inscrivant un numéro d'ordre en face du nom d'un, de plusieurs ou de tous les candidats de la liste. Mais l'ordre ne pourra être modifié que si au moins la moitié des suffrages portés sur la liste est numéroté. Dans les faits les modifications ne dépasseront jamais les 7%.
Dans le département des Pyrénées-Orientales, trois députés sont à élire.

## Élus
| Député sortant  | Parti | Parti   | Député élu ou réélu | Parti | Parti   |
| --------------- | ----- | ------- | ------------------- | ----- | ------- |
| Léo Figuères    |       | PCF     | André Tourné        |       | PCF     |
| Louis Noguères  |       | SFIO    | Louis Noguères      |       | SFIO    |
| François Delcos |       | Rad-soc | François Delcos     |       | Rad-soc |

## Résultats

### Résultats à l'échelle du département
| Parti    | Parti                                          | Tête de liste        | Résultats | Résultats | Sièges |  |
| Parti    | Parti                                          | Tête de liste        | Voix      | %         |        |  |
| -------- | ---------------------------------------------- | -------------------- | --------- | --------- | ------ |  |
|          | Parti communiste français                      | Léo Figuères         | 42 273    | 41,27     | 1      |  |
|          | Rassemblement des gauches républicaines        | François Delcos      | 27 349    | 26,70     | 1      |  |
|          | Section française de l'Internationale ouvrière | Louis Noguères       | 23 939    | 23,37     | 1      |  |
|          | Mouvement républicain populaire                | Pierre-Joseph Lafont | 8 882     | 8,67      | -      |  |
|          |                                                |                      |           |           |        |  |
| Inscrits | Inscrits                                       | Inscrits             | 139 425   | 100,00    | 3      |  |
| Votants  | Votants                                        | Votants              | 104 329   | 74,83     |        |  |
| Exprimés | Exprimés                                       | Exprimés             | 102 443   | 98,19     |        |  |